# Ruhleben (métro de Berlin)
Ruhleben est une station de la ligne 2 du métro de Berlin, située dans le quartier de Westend.

## Situation
La station constitue le terminus ouest de la ligne, à 1 200 m au nord-ouest de la station Olympia-Stadion. Elle est établie sur une plateforme aérienne, avec un quai central, le long de la chaussée de Charlottenbourg.

## Histoire
La station est mise en service le 22 décembre 1929, en même temps que le prolongement de la ligne AII depuis Olympia-Stadion.
En 1946, se produit un accident quand un train ne s'arrête pas à l'extrémité de la ligne mais poursuit sa course jusque sur la Stendelweg, artère perpendiculaire à la voie ferrée.
En 1966, Ruhleben est intégrée à la ligne 1 avant d'être rattachée à la ligne 2 lors de la réorganisation de 1993, consécutive à la réunification de la ville.

## Service des voyageurs

### Accueil
La station possède deux entrées et est accessible aux personnes à mobilité réduite par ascenseur.

### Intermodalité
La station est en correspondance avec les lignes d'autobus no 130, 131 et M45 de la BVG.